# Un coupable idéal
Un coupable idéal è un documentario del 2001 diretto da Jean-Xavier de Lestrade vincitore del premio Oscar al miglior documentario.